# Lautzkirchen

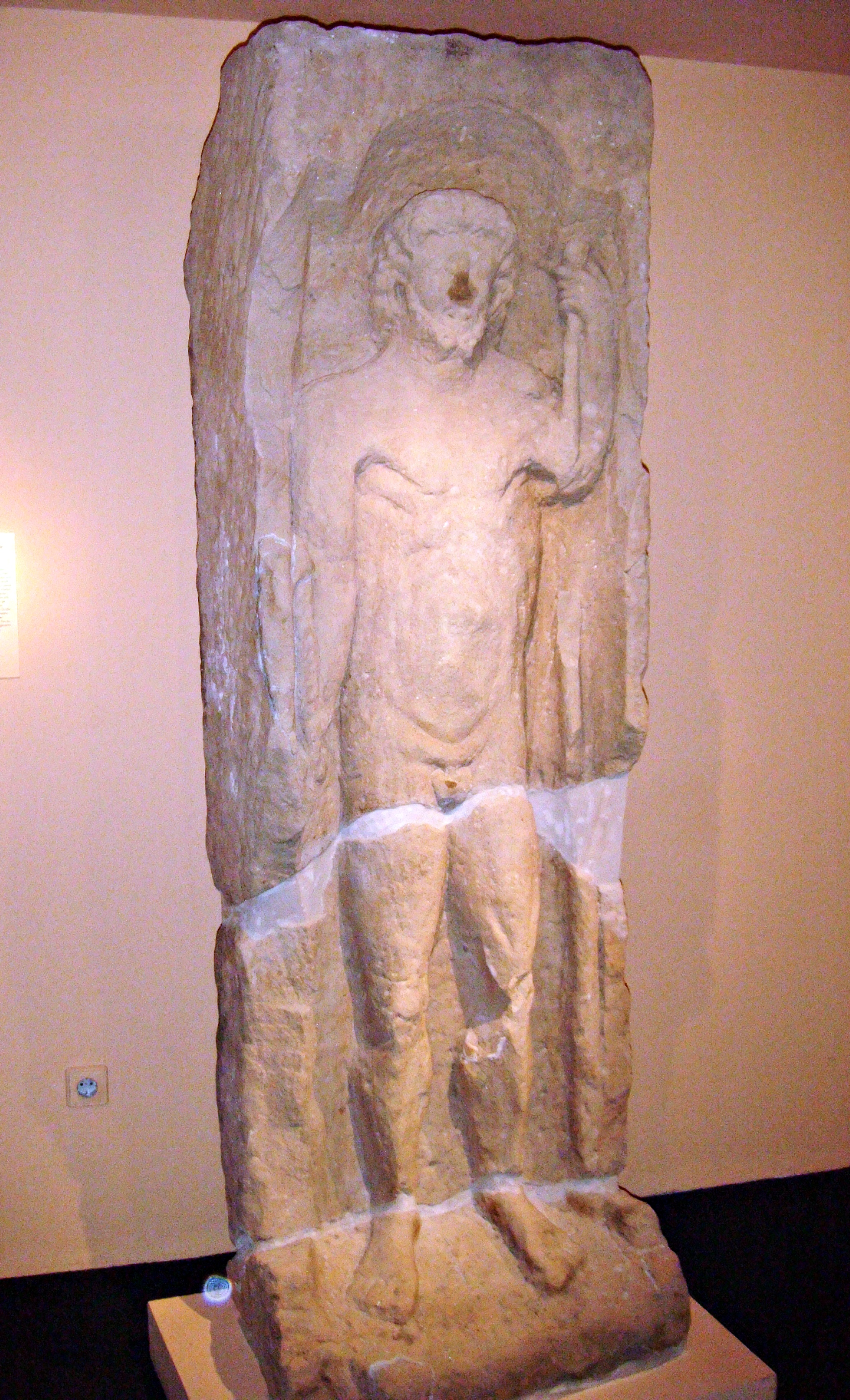
Lautzkirchener Jupiterstele im Historischen Museum der Pfalz, Speyer

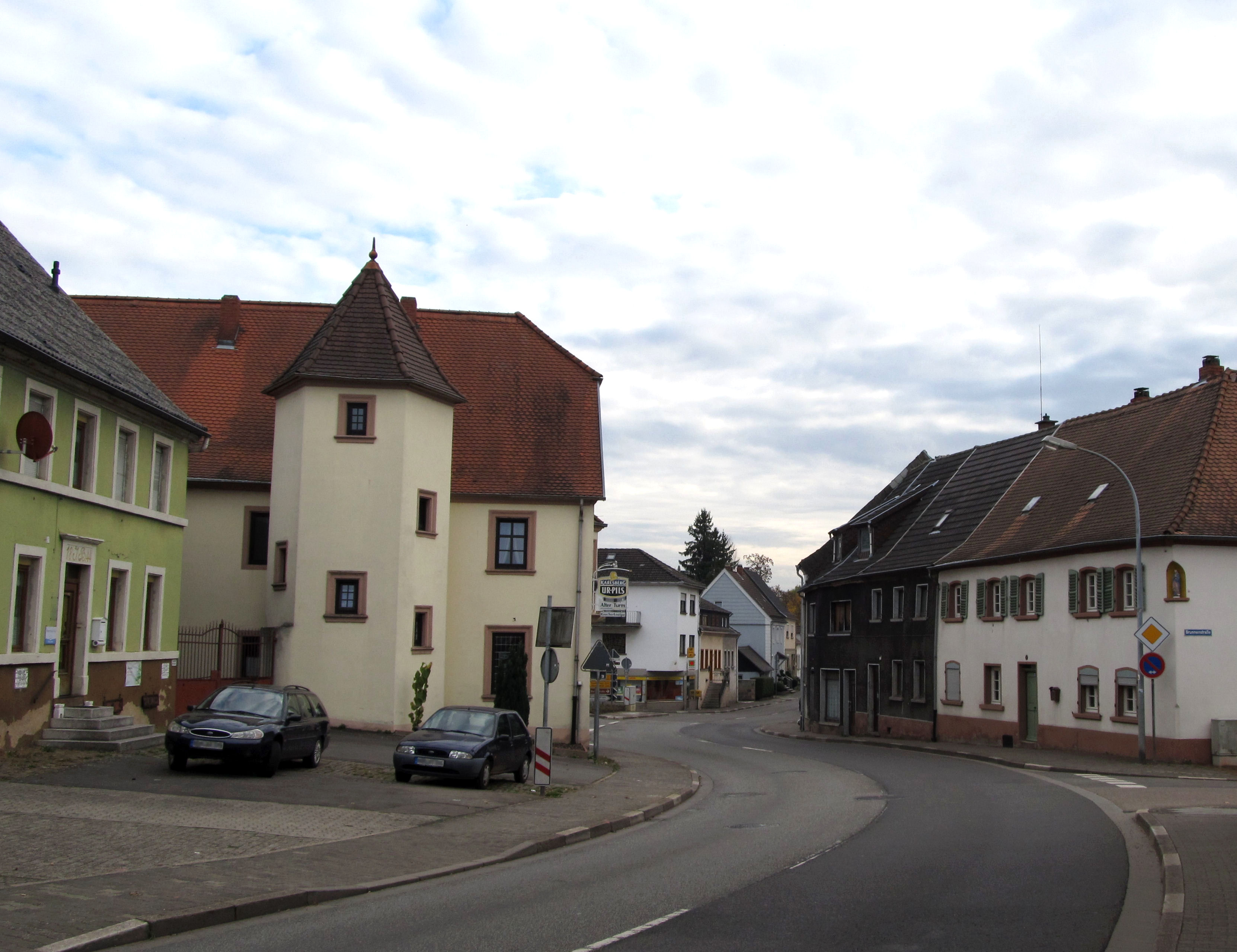
Ortsmitte von Lautzkirchen mit Gebäuden eines ehemaligen Hofgutes der Grafen von der Leyen

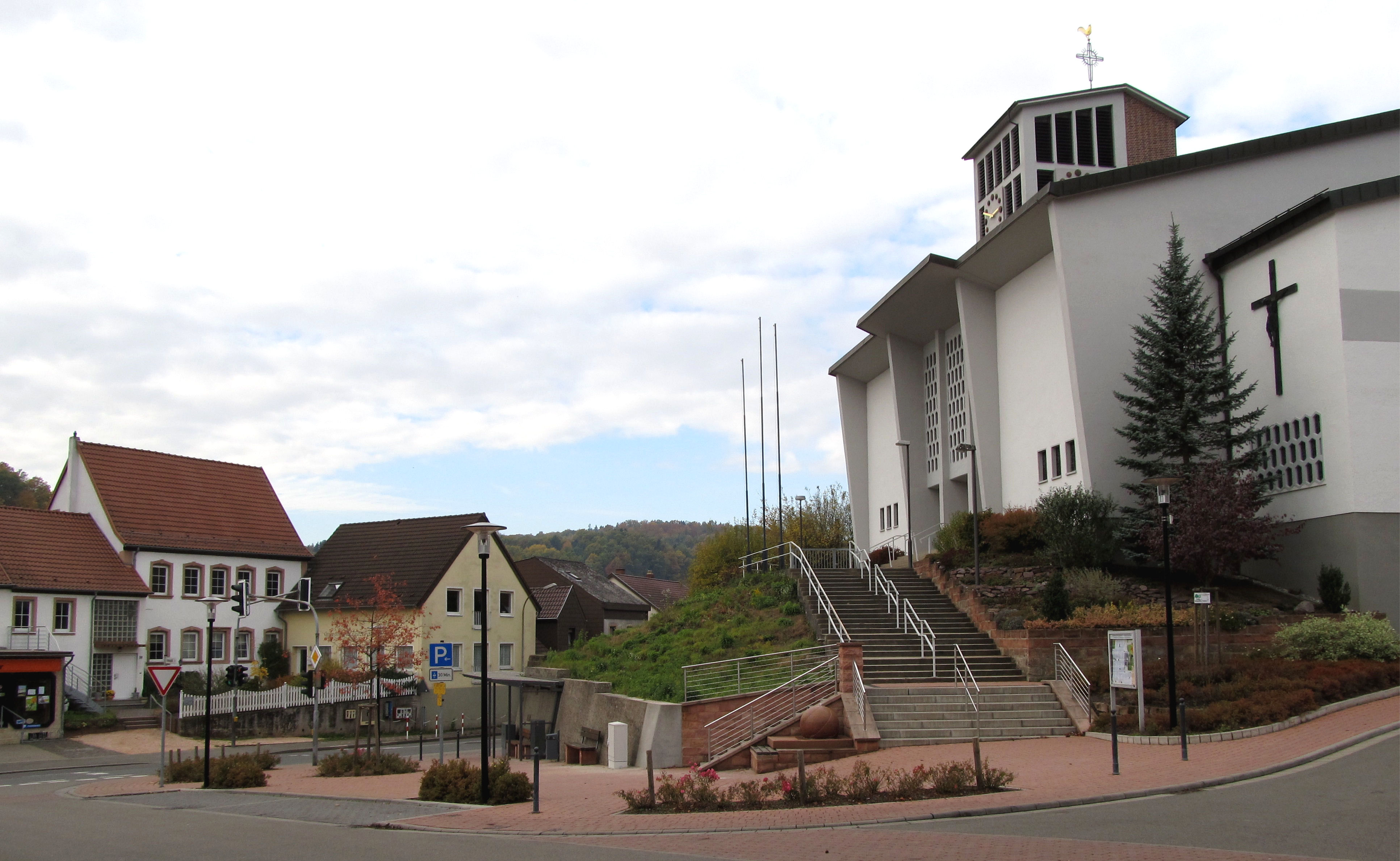
Katholische Kirche St. Mauritius in der Ortsmitte von Lautzkirchen

Lautzkirchen (ⓘ, im örtlichen Dialekt Lautzkeije oder Lautzkerje) ist ein Ortsteil von Blieskastel-Mitte, einem Stadtteil von Blieskastel im saarländischen Saarpfalz-Kreis.

## Geographie
Lautzkirchen liegt am Rand des Bliesgaus und des Sankt Ingbert-Kirkeler Waldgebietes und grenzt unmittelbar nördlich an Blieskastel.

## Geschichte
Lautzkirchen wurde 1180 erstmals urkundlich erwähnt. In dieser Urkunde bestätigte Graf Ludwig von Saarwerden dem Kloster Wörschweiler die Schenkung des Besitzes seiner Vorfahren. Unter den Zeugen trat ein „Wecelo, presbiter de Leudeskirchen“ auf. Von der früheren Besiedlung des Ortes zeugen unter anderem der Fund eines Steinbeiles und die gallo-römischen Grabpfeiler am Roten Fels, einer Felspartie an der Kirkeler Straße; ebenso eine überlebensgroße Jupiterstele (um 250 n. Chr.), die man 1812 in der Gemarkung entdeckte. Sie ist heute in der römischen Sammlung des Historischen Museums der Pfalz zu Speyer ausgestellt.
1694/95 wurde von drei Gesellschaften eine Papiermühle erbaut, deren Anteile in der Folge sämtlich in den Besitz der Grafen von der Leyen übergingen, zu deren Herrschaftsgebiet Lautzkirchen gehörte. Zur damaligen Zeit war sie die einzige Papiermühle zwischen Rhein und Mosel und wurde später zu einer Öl-, Loh- und Gipsmühle. Heute wird dort ein Sandwerk betrieben.
1937 wurde Lautzkirchen in die Stadt Blieskastel eingemeindet.

## Kultur und Sehenswürdigkeiten
Sehenswert sind zwei Gebäude in der Pirminiusstraße. Das Wohnhaus mit der Nr. 22 aus dem 17. Jahrhundert, ein traufständiger, zweigeschossiger Putzbau, war Teil eines Hofgutes der Grafen von der Leyen. Auch das Hauptgebäude des ehemaligen Hofgutes, Pirminiusstr. 19, direkt gegenüber gelegen und heute als Wohnstätte mit Gasthaus genutzt, zeigt annähernd seinen originalen Zustand. Besonderheiten dieses Gebäudes sind der über Eck angeordnete Hängeerker mit seinen floralen Ornamenten und der Treppenturm mit seinem Pyramidendach auf der Hofseite. Beide Häuser befinden sich in der Denkmalliste des Saarlandes.
Das beherrschende Gebäude in der Ortsmitte von Lautzkirchen ist die Katholische Kirche St. Mauritius. Sie wurde nach Plänen des Speyerer Diözesan-Baurates Wilhelm Schulte II. erbaut und am 25. September 1960 geweiht.
Einige Fenster der Kirche entwarf die saarländische Künstlerin Marianne Aatz. Sie wirkte auch teilweise bei deren Ausführung mit.
Von dem Kirchturm erklingt seit dem Jahr 2000 ein Glockenspiel von 28 Glocken, davon acht Läuteglocken. Vor der Installation des Glockenspiels läuteten insgesamt elf Glocken. Das damalige Läuteglockenensemble bis zur Jahrtausendwende mit seinen fünf „Schilling“- und sechs „Paccard“-Glocken stellte an Größe und Qualität eine Einmaligkeit dar, ihm wurde eine überragende Bedeutung im deutschen Glockenwesen zugesprochen. Dreimal am Tag, um 8.32, 12.32 und 19.32 Uhr, erklingen nach den kirchlichen und weltlichen Gegebenheiten ausgewählte Melodien. Das Repertoire umfasst hierbei insgesamt 80 Lieder.

## Wirtschaft und Infrastruktur
Am nördlichen Ortsrand von Lautzkirchen liegt die Rehabilitationsklinik Bliestal Kliniken mit 508 Betten.

## Politik
Ergebnis der Bundestagswahl vom 24. September 2017.
- CDU: 33,1 %
- SPD: 25,3 %
- Die Linke: 15,1 %
- Grüne: 6,6 %
- AFD: 13,4 %
- FDP: 4,0 %
- Andere: 2,5 %

Die Wahlbeteiligung lag bei 70,0 %.

## Verkehr
1866 erhielt Lautzkirchen durch die Eröffnung der Würzbachbahn Schwarzenacker–Hassel Anschluss an das Eisenbahnnetz; ein Jahr später wurde die Strecke bis nach St. Ingbert durchgebunden. Zwischen Bierbach und Würzbach ist sie heute Teil der Bahnstrecke Landau–Rohrbach. Der Bahnhof wurde zwischenzeitlich in Blieskastel-Lautzkirchen umbenannt und zum Haltepunkt zurückgebaut.
Außerdem ist Lautzkirchen in alle Richtungen mit Buslinien angebunden:
| Linie | Linienverlauf | Takt     | Anbieter        |
| ----- | --- | -------- | --------------- |
| 501   | Homburg – Beeden – Lautzkirchen – Blieskastel – Breitfurt – Bliesdalheim – Gersheim – Reinheim – Habkirchen – Bliesmengen-Bolchen – Kleinblittersdorf     | 60 min.  | Bliestalverkehr |
| 506   | Saarbrücken – Schafbrücke – Scheidt – Rentrisch – St. Ingbert – Rohrbach – Niederwürzbach – Lautzkirchen – Blieskastel                                    | 60 min.  | Saar-Mobil      |
| 507   | Homburg – Beeden – Lautzkirchen – Blieskastel – Biesingen – Aßweiler – Ormesheim – Habkirchen – Bliesmengen-Bolchen – Kleinblittersdorf                   | 120 min. | Bliestalverkehr |
| 531   | Stadtverkehr Blieskastel (Dolmusch) | 60 min.  | Saar-Mobil      |
| 547   | St. Ingbert – Rohrbach – Kirkel – Lautzkirchen – (Alschbach) – Blieskastel                                                                                | 120 min. | Bliestalverkehr |
| R14   | Homburg – Beeden – Lautzkirchen – Blieskastel – Biesingen – Aßweiler – Ormesheim – Habkirchen – Bliesmengen-Bolchen – Saarland-Therme – Kleinblittersdorf | 120 min. | Bliestalverkehr |